# Igtisadchi Baku
Igtisadchi Baku (aserbaidschanisch İqtisadçı Voleybol Klubu) ist ein aserbaidschanischer Frauen-Volleyballverein der staatlichen Wirtschaftsuniversität in Baku.

## Geschichte
Igtisadchi Baku wurde 2007 gegründet und spielt seitdem in der aserbaidschanischen Superliga. Außerdem nehmen die Frauen regelmäßig an europäischen Wettbewerben teil. 2011 schied man im Challenge Cup im Halbfinale gegen den Lokalrivalen Lokomotiv Baku aus. 2012 erreichte Igtisadchi im CEV-Pokal das Achtelfinale, wo man am späteren Pokalsieger Yamamay Busto Arsizio scheiterte. 2013 erreichte Igtisadchi im CEV-Pokal erneut das Achtelfinale. In der Saison 2013/14 nahm man erstmals an der Champions League teil und erreichte die Play-offs der zwölf besten Mannschaften.